# Subancistrocerus nigritus
Subancistrocerus nigritus är en stekelart som beskrevs av Giordani Soika och Kojima 1995. Subancistrocerus nigritus ingår i släktet Subancistrocerus och familjen Eumenidae. Inga underarter finns listade i Catalogue of Life.